# Latva-Kouvanjärvi
Latva-Kouvanjärvi är en sjö i Finland. Den ligger i kommunen Pudasjärvi i landskapet Norra Österbotten, i den norra delen av landet, 600 km norr om huvudstaden Helsingfors. Latva-Kouvanjärvi ligger 277 meter över havet. Arean är 22,1 hektar och strandlinjen är 4,07 kilometer lång. Sjön  ingår i Ijo älvs huvudavrinningsområde. 